# Copa del Món de curses de muntanya de 2011
La temporada 2011 de la Copa del Món de curses de muntanya (en anglès: Skyrunner World Series 2011) es disputà entre el 8 de maig i el 18 de setembre de 2011.

## Calendari
La Copa del Món 2011 constà de sis proves (World Series Races), així com de deu curses d'assaig (Trials Races). Les curses previstes al mont Elbrús es van descartar per qüestions de seguretat davant la possibilitat d'atemptats i la negativa del govern de Kabardino-Balkària a permetre l'accés a la regió. Un altre canvi fou la substitució de la clàssica cursa escocesa de Ben Nevis per una de nova al circuit, disputada en terres gal·leses. El tercer, i darrer canvi, es produí a finals d'estiu amb la substitució del Circuito dos 3 Cântaros per una prova basca fins ara desconeguda a nivell internacional, la Sorginen Lasterketa.
Una novetat que s'afegí al calendari de 2011 fou la inclusió de dues curses d'assaig - una a Veneçuela i l'altre a les Filipines - un cop ja havien finalitzat les curses de sèrie. L'objectiu d'aquesta incorporació fou la de poder puntuar a la Copa del Món de 2012, donat que la temporada de primavera-estiu a l'hemisferi sud es dona quan al nord es produeix la temporada de tardor-hivern.

### Curses de Sèrie
- 4t Vertical Kilometer - Mt. Elbrus (7 de maig) ? km. i 1000 m de desnivell positiu a Rússia
  - Kilòmetre Vertical d'Arles (8 de maig) 4,8 km i 1000 m de desnivell positiu als Països Catalans
- 10a Zegama-Aizkorri Mendi Maratoia (29 de maig) 42 km. i 2600 m de desnivell positiu al País Basc
- 14a Dolomites SkyRace (24 de juliol) 22 km. i 1750 m de desnivell positiu a Itàlia
- 38a Course de Sierre-Zinal (14 d'agost) 31 km. i 2200 m de desnivell positiu a Suïssa
- 56a Pikes Peak Ascent (20 d'agost) 21 km. i ? m de desnivell positiu als Estats Units d'Amèrica
- 11a Sentiero delle Grigne SkyMarathon (18 de setembre) 43 km. i 3200 m de desnivell positiu a Itàlia

### Curses d'Assaig
- Vertical SkyMarathon - Mt. Elbrus (9 de maig) ? km. i ? m de desnivell positiu a Rússia
- Ziria Cross Country SkyRace (29 de maig) 38,2 km i 3.050 m de desnivell positiu a Grècia
- 24a Travessa de Canillo SkyRace (26 de juny) 12 km. i 850 m de desnivell positiu als Països Catalans
- 2a Ribagorça Romànica SkyMarathon (3 de juliol) 42 km. i 2970 m de desnivell positiu als Països Catalans
- International Bettelmatt SkyRace (17 de juliol) 35 km. i ? m de desnivell positiu a Itàlia
- 61a Ben Nevis Race (3 de setembre) 14 km. i 1300 m de desnivell positiu a Escòcia
  - 36a International Snowdon Race (23 de juliol) 16 km. i 1025 m de desnivell positiu a Gal·les
- 22a Marathon du Montcalm (20 d'agost) 42,5 km. i 2580 m de desnivell positiu a França
- Mt. Ontake SkyRace (28 d'agost) 35 km. i 2140 m de desnivell positiu al Japó
- 5è Circuito dos 3 Cântaros SkyRace (10 de setembre) 21 km. i 1300 m de desnivell positiu a Portugal
  - 4a Sorginen Lasterketa (11 de setembre) 25,6 km. i 1300 m de desnivell positiu al País Basc
- Ávila SkyRace (2 d'octubre) 27 km. i ? m de desnivell positiu a Veneçuela
- Pilipinas Akyathlon SkyRace (26 de novembre) ? km. i ? m de desnivell positiu a les Filipines

## Puntuació[2]
El repartiment de punts seguí la seqüència següent: 100-88-78-72-68-66-64-62-60-58-56-54-52-50...2, des del 1r fins al 40è a les curses de la sèrie, i des del 1r al 25è a les curses d'assaig.
Per a aspirar a la classificació final individual computaren els tres millor resultats de les curses de la sèrie mundial, juntament amb el millor resultat assolit en una cursa d'assaig. D'altra banda, per a guanyar el campionat per equips només puntuaren els tres millors resultats masculins i el millor femení de les sis proves de la sèrie.
La darrera cursa de la sèrie mundial (Sentiero delle Grigne SkyMarathon) puntuà un 20% més. D'aquesta forma, el vencedor d'aquesta última prova aconseguí 120 punts, en comptes de 100.

## Resultats[3]

### Corredor absolut
| Pos. | Corredor              | Equip                      | Arl. | Zeg. | Dol. | Sie. | Pik. | Gri. | Cursa d'assaig   | Total punts |
| ---- | --------------------- | -------------------------- | ---- | ---- | ---- | ---- | ---- | ---- | ---------------- | ----------- |
| 1r   | Luis Alberto Hernando | Selecció aragonesa         | 78   | -    | 100  | 72   | -    | 94   | 100 (Ribagorça)  | 372         |
| 2n   | Mikhail Mamleev       | Valetudo Skyrunning Italia | 88   | 24   | 72   | -    | -    | 86   | 100 (Bettelmatt) | 346         |
| 3r   | Jabi Olabarria        | Selecció basca             | 68   | 34   | 60   | -    | -    | 82   | 100 (Sorginen)   | 310         |
| 4t   | Pere Aurell           | Selecció catalana          | 44   | 60   | 26   | 14   | -    | 79   | 88 (Canillo)     | 271         |
| 5è   | Aritz Kortabarria     | Selecció basca             | 50   | 66   | 12   | -    | -    | 74   | 78 (Sorginen)    | 268         |

### Corredora absoluta
| Pos. | Corredora         | Equip                            | Arl. | Zeg. | Dol. | Sie. | Pik. | Gri. | Cursa d'assaig   | Total punts |
| ---- | ----------------- | -------------------------------- | ---- | ---- | ---- | ---- | ---- | ---- | ---------------- | ----------- |
| 1a   | Oihana Kortazar   | Selecció basca                   | -    | 100  | 88   | 100  | -    | 106  | 100 (Ribagorça)  | 406         |
| 2a   | Emanuela Brizio   | Valetudo Skyrunning Italia       | 60   | 88   | 68   | -    | -    | 120  | 100 (Bettelmatt) | 376         |
| 3a   | Stéphanie Jiménez | Salomon International Trail Team | 88   | 66   | 66   | -    | -    | -    | 100 (Montcalm)   | 320         |
| 4a   | Corinne Favre     | Skyrunning France                | 78   | 72   | -    | 60   | -    | 77   | 78 (Montcalm)    | 305         |
| 5a   | Nuria Domínguez   | Running Team Lafuma              | 68   | -    | 64   | -    | -    | 94   | 78 (Ribagorça)   | 304         |

### Equip campió
| Pos. | Equip                            | Arl. | Zeg. | Dol. | Sie. | Pik. | Gri. | Total punts |
| ---- | -------------------------------- | ---- | ---- | ---- | ---- | ---- | ---- | ----------- |
| 1r   | Selecció catalana                | 254  | 162  | 224  | 56   | 166  | 283  | 1145        |
| 2n   | Selecció basca                   | 256  | 228  | 232  | 100  | -    | 314  | 1130        |
| 3r   | Valetudo Skyrunning Italia       | 148  | 112  | 140  | -    | -    | 206  | 606         |
| 4t   | Salomon Santiveri Outdoor Team   | 100  | 178  | 168  | 142  | -    | -    | 588         |
| 5è   | Salomon International Trail Team | 88   | 238  | 66   | -    | -    | 120  | 586         |